# Hadromastix
Hadromastix är ett släkte av skalbaggar. Hadromastix ingår i familjen långhorningar.
Kladogram enligt Catalogue of Life:
| Hadromastix | \| \| Hadromastix ruficrus \| \| \| \| \| \| Hadromastix somalicus \| \| \| \| |
|             | \| \| Hadromastix ruficrus \| \| \| \| \| \| Hadromastix somalicus \| \| \| \| |
|             | Hadromastix ruficrus                                                           |
|             |                                                                                |
|             | Hadromastix somalicus                                                          |
|             |                                                                                |